# Aelurillus lutosus
Aelurillus lutosus är en spindelart som först beskrevs av Tyschenko 1965.  Aelurillus lutosus ingår i släktet Aelurillus och familjen hoppspindlar. Inga underarter finns listade i Catalogue of Life.